# 巴米扬省
巴米扬省（波斯語：‎）是阿富汗34個省份之一，位於阿富汗中部高地，地勢多山。巴米揚省有8個縣，以巴米揚作為省會，人口約455,000人。巴米揚省是阿富汗哈扎拉賈特地區最大的省份，也是該地區主要民族哈扎拉人的文化首都。
巴米揚省的名稱可翻譯成「光照之地」。古代時，阿富汗中部因絲綢之路的馬車隊的要衝，是羅馬帝國、中國、中亞和南亞之間進行貿易的必經之地。巴米揚是許多旅行者的休息站。希臘和佛教藝術的元素在此處合併成一種獨特的古典風格，稱為希臘式佛教藝術。
巴米揚省有若干著名歷史景點，包括現已被炸毀的巴米揚大佛，附近有超過3000個洞穴、班達米爾國家公園、達拉阿賈達、戈戈拉和扎哈克古城等。

## 歷史
《隋书》和《新唐书》中的“帆延”即指巴米扬。
唐贞观年间，高僧玄奘遊歷西域，在所著《大唐西域記》中对梵衍那国有记载，梵衍那国就是巴米扬的对音。“梵衍那国，东西二千餘里。南北三百餘里。在雪山之中也。人依山谷逐势邑居。国大都城据崖跨谷。长六七里。北背高巖”。唐代新罗僧人慧超在723年至727年前往五印度诸国巡礼，曾路过此地，他称为犯引国：“至犯引国，国王是胡，不属余国，兵马强多，诸国不敢来侵……土地出羊马毡布之属，甚足蒲桃”。
古时巴米扬曾有几十所佛寺。城东北的山上有世界最大的立佛石像巴米揚大佛，“高百四五十尺”，曾经“金色晃曜宝饰焕烂”，离立佛石像不远还有黄铜立佛一座。2001年巴米揚大佛被塔利班炸毁。
巴米扬省风景秀丽，西部的班德·伊·阿密尔（Band-i-Amir）湖是阿富汗的旅游胜地。